# گابریل استریفزا
گابریل استریفزا (زاده ۱۸ آوریل ۱۹۹۷) یک بازیکن فوتبال اهل برزیل است. که در پست هافبک برای باشگاه فوتبال کومو بازی می‌کند.